# Henk ten Cate
Henk ten Cate (født 9. december 1954 i Amsterdam) er en tidligere hollandsk fodboldspiller og nuværende træner.